# Battaglia di Maserfield
La battaglia di Maserfield (o Maserfeld, Maes Cogwy in gallese) fu combattuta il 5 agosto del 642 o del 644 tra i sovrani anglosassoni Oswald di Northumbria e Penda di Mercia, che si concluse con la sconfitta e la morte di Oswald. È probabile che alla battaglia abbiano partecipato anche gli uomini del Powys, come alleati dei Merciani.

San Beda il Venerabile dice che la battaglia fu combattuta nel 642, mentre gli Annales Cambriae la datano al 644. 

Sin dalla morte dello zio di Oswald Edwin di Northumbria nella battaglia di Hatfield Chase nel 633, i Merciani di Penda rappresentarono un ostacolo al dominio northumbriano sulle terre britanniche a sud dell'Humber. 

Oswald aveva sconfitto Cadwallon ap Cadfan del Gwynedd (alleato di Penda) nella battaglia di Heavenfield nel 634 e poi ristabilì l'egemonia northumbriana. 

Sebbene si ritenga che Penda abbia in parte riconosciuto l'autorità di Oswald dopo Hatfield Chase, tuttavia sarebbe rimasto ostile al potere northumbriano e ciò sarebbe stato percepito da Oswald come una minaccia. 

La causa della guerra che portò alla battaglia di Maserfield è però sconosciuta. Nella sua Historia ecclesiastica gentis Anglorum Beda dipinge Oswald come una figura santa e, in quest'ansia di metterlo in buona luce, omette di menzionare la causa della guerra, forse perché l'aggressore fu proprio Oswald. Si limita solo a registrare la morte di quest'ultimo durante lo scontro. 

La località in cui si verificò la battaglia viene tradizionalmente identificata con Oswestry ("l'albero di Oswald"), nello Shropshire, che, si pensa, che a quel tempo si trovasse ancora nel territorio del Powys. Se ciò fosse corretto, la conclusione ovvia è che Oswald avrebbe invaso il Powys. Gli alleati gallesi di Penda potrebbero aver incluso Cynddylan ap Cyndrwyn del Powys. Dalle parole del Marwnad Cynddylan si potrebbe anche dedurre la presenza di Penda. 

La battaglia fu disastrosa per i northumbriani. Beda ci dice che Oswald pregò per le anime dei suoi soldati poco prima di morire. Il corpo di Oswald fu fatto a pezzi: la sua testa e le sue braccia infilate in cime a dei pali. I suoi resti furono recuperati in seguito dal fratello e successore Oswiu. 

Siccome Penda era un pagano e Oswald un cristiano, quest'ultimo venne poi venerato come martire e santo. Beda riferisce di molti miracoli attribuiti alle diverse parti del suo corpo, venerate come reliquie. L'Historia Brittonum attribuisce la vittoria di Penda all'azione del male, ma questa lettura della battaglia come di un semplice scontro tra cristiani e pagani è estremamente semplificata, dato che, in realtà, Gallesi cristiani avrebbero combattuto dalla parte di Penda. 

Questo scontro segnò la fine dell'imperialismo northumbriano a sud dell'Humber, impedendo, secondo lo storico Frank Stenton, la formazione di un compatto regno inglese dominato dalla Northumbria, e facendo di Penda, secondo un altro storico, D.P. Kirby, il sovrano merciano più potente emerso fino a quel momento nelle Midlands. 

Secondo la Historia Brittonum e gli Annales Cambriae, il fratello di Penda Eowa, che sarebbe stato re di Mercia, fu ucciso in questa battaglia. Esiste una concreta possibilità che egli fosse però alleato di Oswald, in quanto è stato suggerito che egli regnasse sul nord di Mercia, mentre Penda sul sud. La Historia Brittonum afferma che Penda abbia regnato per soli 10 anni, mentre Beda dice 22. Queste differenze si spiegherebbero col fatto che l'Historia considera Penda sovrano solo da dopo la battaglia (anche se, pure dopo questa, il suo regno sarebbe comunque superiore). E ciò significherebbe che la morte del fratello Eowa rimosse un importante rivale per la strada verso il trono, permettendo a Penda di reclamare o comunque di consolidare la propria autorità su tutta la Mercia. 

Dopo la battaglia, il regno di Deira, che formava la Northumbria insieme alla Bernicia, scelse un proprio sovrano, Oswine, mentre sul trono di Bernicia salì il fratello di Oswald, Oswiu. La battaglia, quindi, aprì la strada all'indebolimento interno e alla frammentazione del regno northumbriano, una situazione che durò fino a dopo la battaglia di Winwaed (655), nonostante Oswine fosse stato ucciso per ordine di Oswiu nel 651. 

Secondo Stenton, Maserfield fece di Penda il sovrano più forte dell'Inghilterra. Egli mantenne questa posizione fino alla morte, avvenuta contro i berniciani proprio nella battaglia di Winwaed in 655. Nel tempo che intercorse tra Maserfield e Winwaed Penda fu così potente da poter compiere scorrerie distruttive nel territorio berniciano, assediando anche
Bamburgh.

## Fonti
- Beda il Venerabile, Historia ecclesiastica gentis Anglorum, III, 9-12
- Clare Stancliffe, Where Was Oswald Killed?, in Oswald: Northumbrian King to European Saint

| Controllo di autorità | LCCN (EN) sh2005000399 · J9U (EN, HE) 987007537577905171 |